# دوما (فیلم)
دوما (انگلیسی: Duma) یک فیلم ماجراجویی، خانوادگی و درام آمریکایی محصول سال ۲۰۰۵ است که دربارهٔ دوستی پسر جوان آفریقای جنوبی با یک یوزپلنگ یتیم است. این فیلم توسط کرول بالاردکارگردانی شد و الکساندر میکالتوس در تنها نقش سینمایی خود، درکنار امان واکر، هوپ دیویس و کمپبل اسکات ایفای نقش کرد. این آخرین فیلم کارول بالارد قبل از بازنشستگی بود.
این فیلم عمدتاً نقدهای مثبتی از منتقدان دریافت کرد، اما برادران وارنر فقط یک اکران کوچک در سرتاسر جهان به این فیلم داد (از جمله یک اکران محدود در سینما در ایالات متحده) که منجر به درآمد ۹۹۴٫۷۹۰ دلار در باکس آفیس جهانی شد. این فیلم در جوایز جنسیس در سال ۲۰۰۶ برنده فیلم بلند خانوادگی شد.

## بازخوردها
متاکریتیک گزارش داد که فیلم بر اساس ۲۱ نقد، میانگین امتیاز ۸۲ از ۱۰۰ را کسب کرده‌است.

## گیشه
این فیلم ۸۷۰٫۰۶۷ دلار در باکس آفیس آمریکای شمالی و ۱۲۴٫۷۲۳ دلار در سایر مناطق فروش کرد که مجموع باکس آفیس جهانی آن به ۹۹۴٫۷۹۰ دلار رسید که در گیشه شکست خورد.